# 이호범 (1929년)
이호범(1929년 7월 30일~1975년 5월 22일)은 대한민국의 정치인이다. 제7대 국회의원을 지냈으며 박정희 정부 시기 제17대 재무부차관을 지내기도 했다.

## 역대 선거 결과
|  | 73.78% |

|  | 0% |